# Lateránské smlouvy

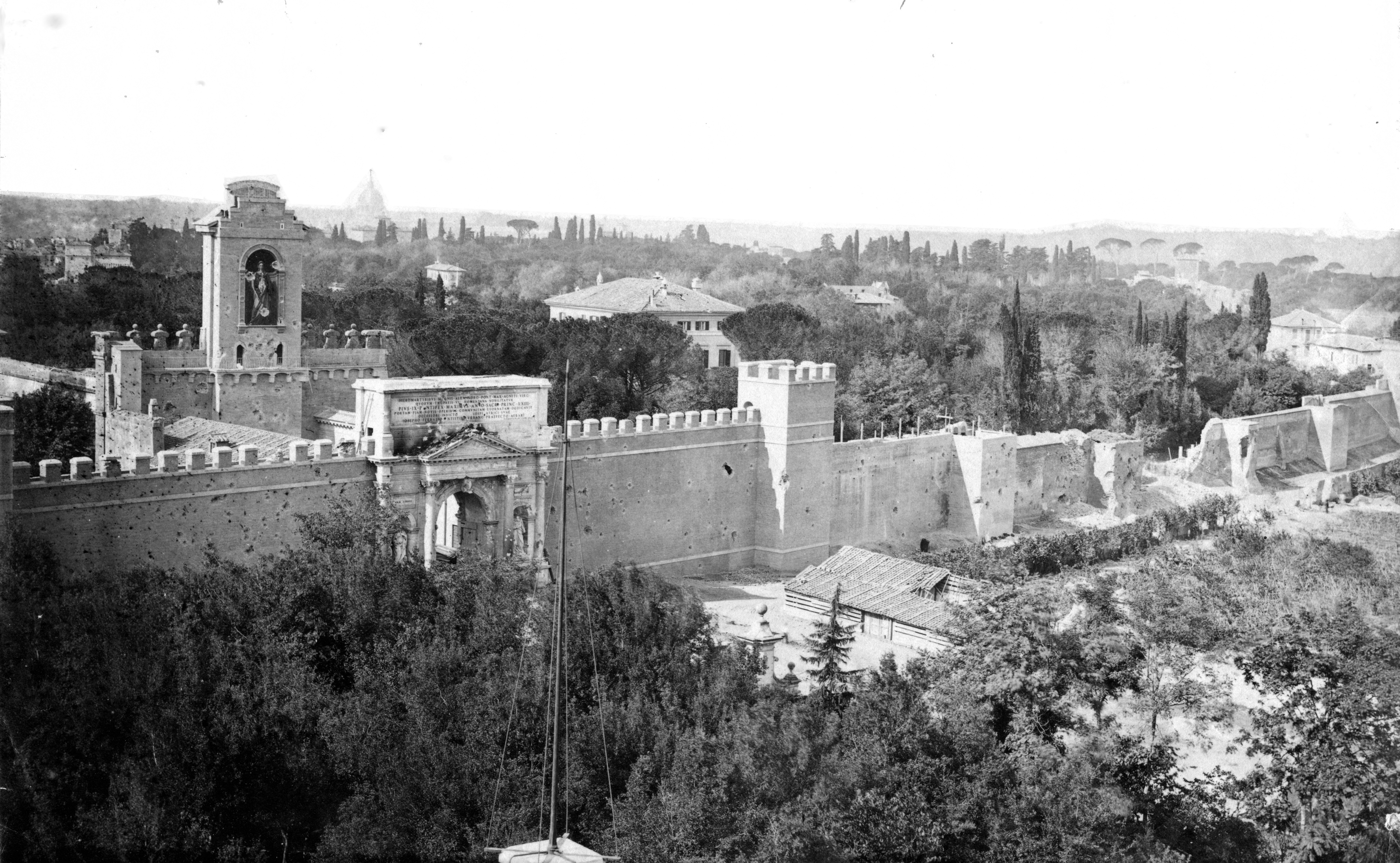
Proražení římské Porta Pia (napravo), spojené se zánikem církevního státu (soudobá fotografie)

Lateránské smlouvy jsou dohody mezi Italským státem a katolickou církví, na jejichž základě byl znovuobnoven suverénní papežský stát, zaniklý připojením Říma k nově zformovanému národnímu italskému státu. Byly uzavřeny 11. února 1929.

## Zánik papežského státu
Papežský stát, který byl součástí politického uspořádání Evropy po celý středověk a jehož existence významným způsobem ovlivňovala jednání evropských mocností (zejména Francie), procházel od konce 18. a počátku 19. století bouřlivými změnami. Vídeňský kongres jej sice po revolučním a napoleonském období obnovil, nicméně v souvislosti s liberálním a nacionálním hnutím byla jeho existence postupně znovu nahlodávána. V rámci sjednocování Itálie pod vládou sardinského krále Viktora Emanuela II. přišla na pořad i tzv. římská otázka – tedy jak připojit Řím podléhající doposud papeži v situaci, kdy garantem jeho postavení byla francouzská vojenská přítomnost ve městě. Situaci po nezdařeném pokusu Garibaldiho z r. 1867 nakonec vyřešila porážka Francie u Sedanu Pruskem/Německem r. 1870 – krátce po ní italská vojska prolomila hradby Říma vedle Porta Pia a město jednostranně obsadila. Italský parlament usiloval o narovnání poměrů s církví a 13. května 1871 přijal tzv. garanční zákon, jímž upravoval postavení papeže a Svatého Stolce v Itálii a kromě jiného papeži přiznával osobní nedotknutelnost a pravidelnou roční rentu, neuznával však papežský stát v žádné podobě. Pius IX. proto jakoukoli dohodu odmítl a vyzval katolíky k neúčasti na politickém životě Itálie, kterou chápal jako uchvatitelský stát (tzv. non expedit). Tento bojkot sice záhy ztrácel na faktickém významu, nicméně konfliktní situace mezi vládou a církevními institucemi byla v silně katolické Itálii pociťována jako vážný problém, nazývaný běžně římská otázka.

## Obnova
Po nástupu Mussoliniho nový režim usiloval o „národní jednotu“, která samozřejmě nemohla nezahrnout zájmy katolíků: vyřešením římské otázky by postavení fašistického hnutí ve veřejném mínění významně posílilo. I když některá opatření vlády směřovala k omezování vlivu jiných (a tedy i církevních) než fašistických institucí, byly vůči církvi ze strany vlády činěny vstřícné kroky: např. byla zavedena povinná výuka náboženství na školách. Vyvrcholením tohoto úsilí byly Lateránské dohody podepsané 11. února 1929 Mussolinim a kardinálem Gasparrim.
Lateránské dohody tvoří systém smluv, který obsahuje především:
- politickou smlouvu, která řeší tzv. římskou otázku, a to tak, že uznává existenci Městského státu Vatikán
- dohodu o finančním odškodnění Svatého stolce ze strany Italského království, která je 4. dodatkem politické smlouvy
- konkordát mezi Itálií a církví

## Hlavní ustanovení

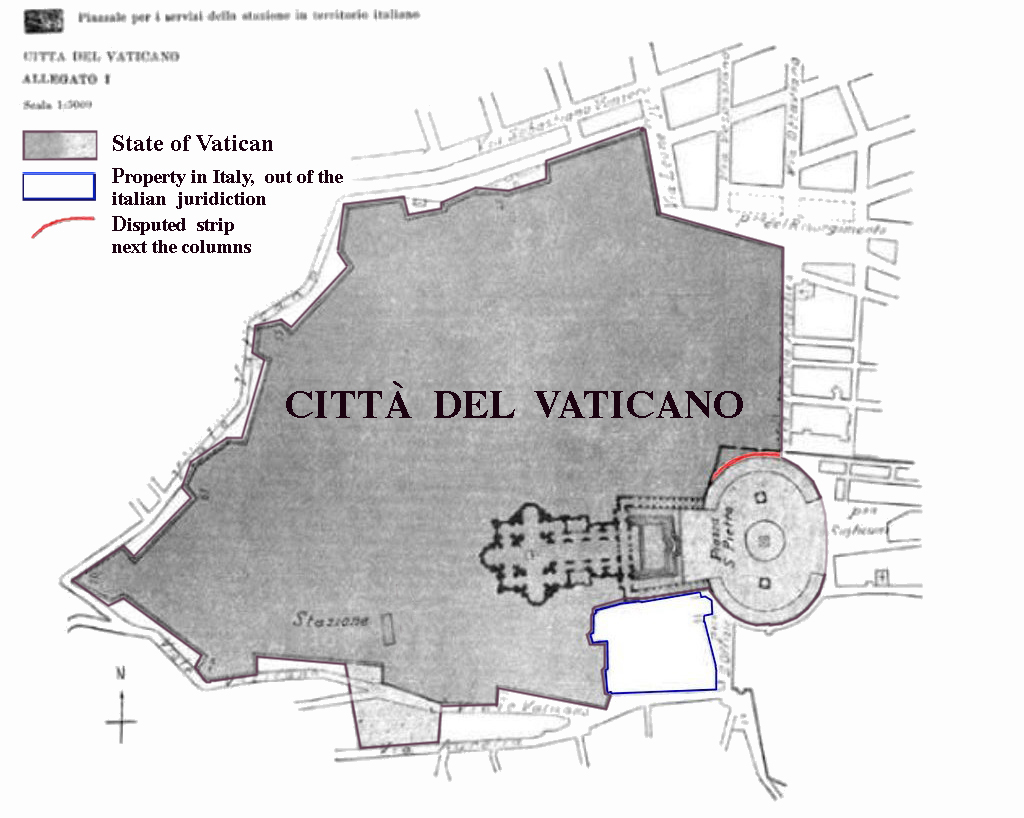
Výsledek Lateránských smluv na mapě – 1. dodatek ke smlouvě

Lateránské dohody byly smlouvou mezinárodní, konkordátní a finanční. Především vytvořily Itálií uznaný Vatikánský městský stát (přesněji Stát Vatikánského Města) jako suverénní subjekt mezinárodního práva. Vatikánské město mělo být za všech okolností považováno za neutrální a neporušitelné území. Papež osobně byl prohlášen nedotknutelným a v případě nutnosti se mu dostalo ochrany italským státem. Papežským legátům byla přiznána všechna práva vyslanců suverénních států. Římskokatolické vyznání bylo v Itálii prohlášeno za státní náboženství. Církevní sňatek získal občanskou platnost a ve školách byl povinně umístěn katolický kříž.
Italská vláda se dále zavázala poskytnout papeži finanční odškodnění za ztráty způsobené záborem někdejšího papežského státu. Církev se naproti tomu v dohodách vzdala požadavku na vrácení papežských území a souhlasila s rozpuštěním oddílů Katolických skautů. Zavázala se také k faktickým konzultacím s italskou vládou ve věci jmenování církevních hodnostářů činných na italském území.